# الغورانية
الغورانية هي نقطة عبور تقع على نهر الأردن جنوب وادي نمرين كانت أهم معبر من أريحا إلى شونة نمرين في العهد العثماني، وكان فيها جسر عثماني خشبي يسمى جسر الغورانية دمره الأتراك حين انسحبوا من أريحا بداية عام 1918 وذلك لعرقلة أي تقدم للقوات البريطانية نحو شرقي النهر خلال الحرب العالمية الأولى. وكان بمثابة رأس جسر مهم. بنى البريطانيون الجسر مجدداً وأسموه جسر اللنبي المعروف حالياً بجسر الملك حسين وهو الجسر أو المعبر الذي يربط الأردن بالمناطق الفلسطينية المحتلة في الضفة الغربية، يطلق عليه الفلسطينيين اسم جسر الكرامة.

## التاريخ

### قبل الإحتلال الإسرائيلي

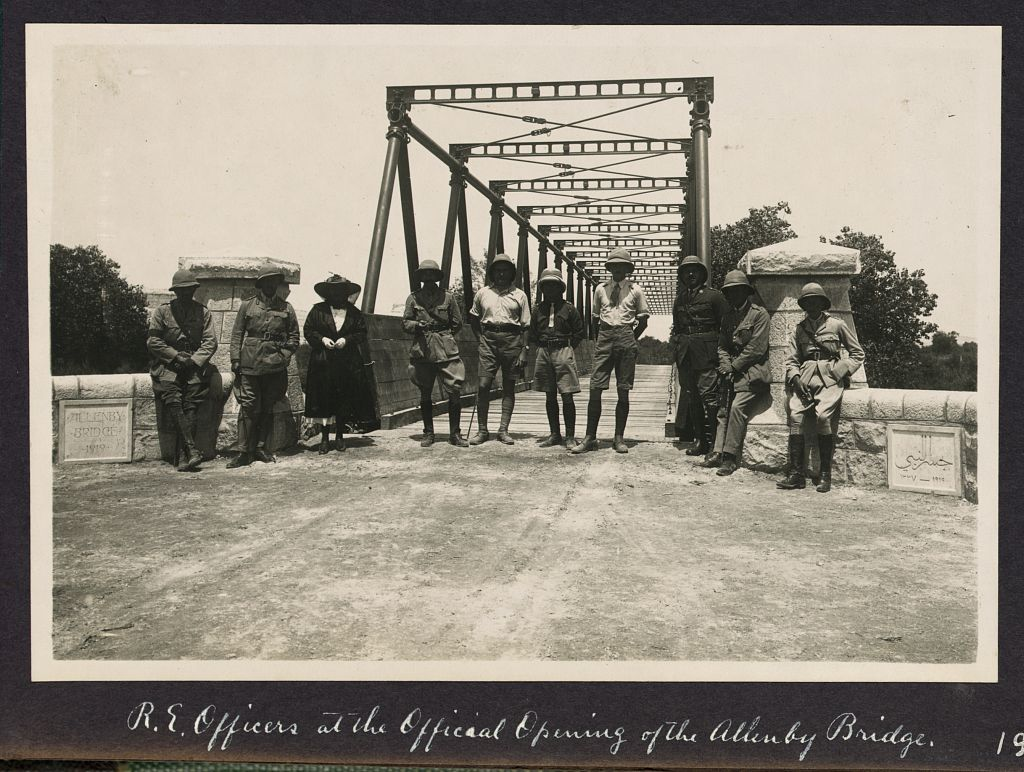
مدخل جسر ألنبي عام 1918.

بنت الدولة العثمانية الجسر الأصلي في 1885 بإشراف متصرفية القدس وكان مصنوعاً من خشب الأشجار، وتعرض عام 1897 لأضرار بالغة بعد تعرضه لفيضان، وخلال الحرب العالمية الأولى تعرض للتدمير من جديد، وأعادت بريطانيا بناءه بعد السيطرة على المنطقة سنة 1918 من الخرسانة، وأطلقوا عليه اسم ألنبي تيمناً باسم الجنرال إدموند ألنبي، ثم سقط الجسر من جديد سنة 1927 بسبب زلزال نابلس 1927 وأعيد تأهيله.

### بعد الإحتلال الإسرائيلي

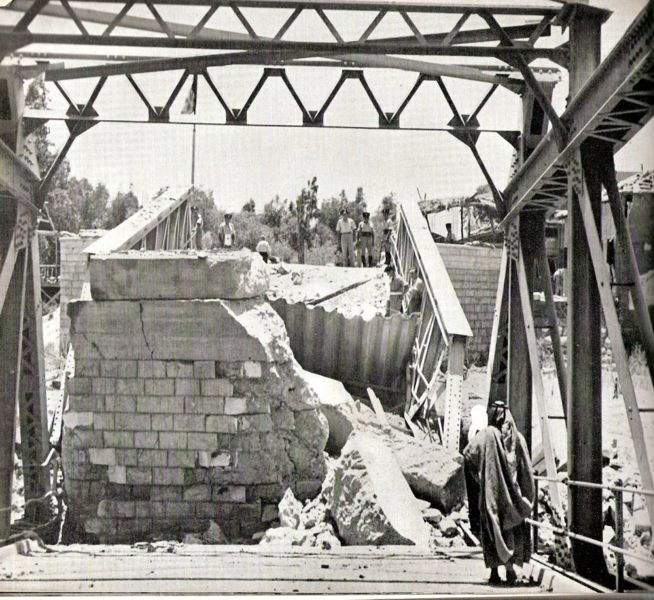
تفجير الجسر من قبل بلماح عام 1946.

لعب الجسر دورا مهما في نقل السلاح والمؤن إلى فلسطين، وتم تدمير الجسر في 16 يونيو 1946 بعملية ليل الجسور بواسطة عصابة بلماح بقيادة حاييم بارليف، وتم ترميمه من جديد من قبل البريطانيين.
ليتم تدميره من جديد خلال حرب 1967 لكن أعيد بنائه سنة 1968 من الحديد بشكل مؤقت بنظام جسر جملوني، في الوقت الحالي ما يزال الجانب الإسرائيلي يسميه جسر النبي، أما الجانب الأردني فيسميه جسر الملك الحسين أو الكرامة.

### بعد معاهدة وادي عربة

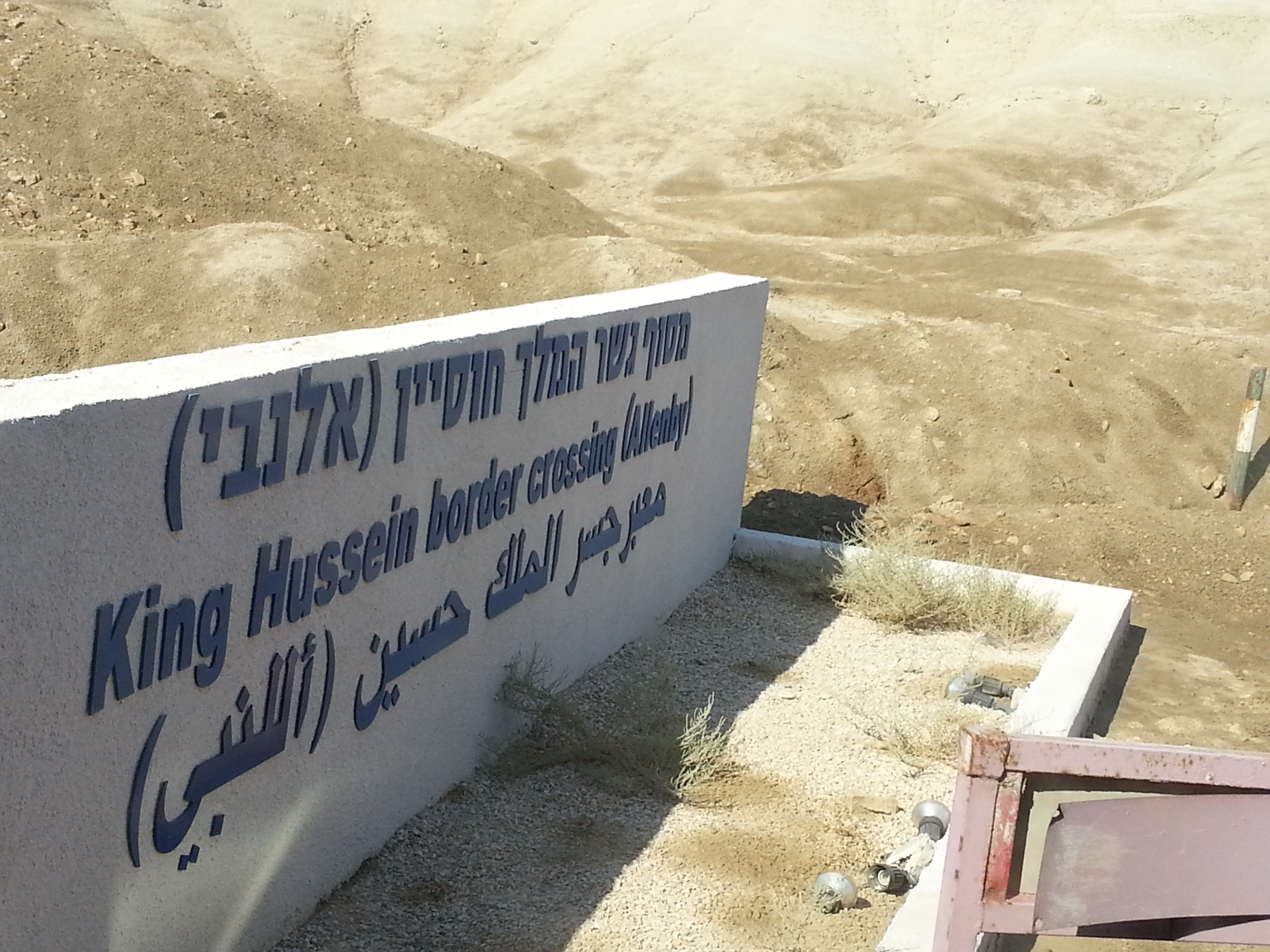
الناحية الغربية من الجسر ، 2013

بعد معاهدة السلام الأردنية الإسرائيلية تم تحديث الجسر وأصبح نقطة العبور الرئيسية بين الأردن والضفة الغربية كما أصبح نقطة عبور الحجاج الفلسطينيين بطريقهم لمكة، كما أن سلطة المطارات في إسرائيل أصبحت المسؤولة عن الجسر، كما أنه لا يشترط أخذ تأشيرات دخول أثناء العبور عبر جسر الملك حسين كما لا يسمح للإسرائيليين (عرب إسرائيل) العبور إلا من أجل الحج والعمرة، أما السياح فيشترط حصولهم على تأشيرة دخول قبل عبور الجسر.
ويستخدم الفلسطينيون الجسر للذهاب إلى مطار الملكة علياء الدولي في عمان لإستخدام الطائرات، لأنه لا يسمح لهم بالطيران من مطار بن غوريون الدولي.